# 楊国忠
楊 国忠（よう こくちゅう、? - 天宝15載6月14日（756年7月15日））は、唐代玄宗朝の権臣。名は釗（しょう）。楊貴妃と曾祖父の楊令本が同じで又従兄にあたる。なお、武周時代に佞臣と言われた張易之の姉妹の子とも言われる。

## 生涯

### 出世への道
蒲州永楽県の出身。
学問を好まずに酒と博打を好み、行いが定まらず、一族の嫌われ者であったが、30歳の時に蜀地方軍に入り、軍功を挙げて新都県尉に任命された。任期が終わった後、困窮して蜀地方の富豪の鮮于仲通に資金を提供してもらっていた。遠縁のおじの楊玄琰（楊貴妃の父）の死後、その家に行き、娘の一人（楊貴妃の姉、後の虢国夫人）と私通していたという。
楊貴妃が貴妃に冊された天宝4載（745年）頃、剣南節度使の章仇兼瓊が長安にいる楊貴妃の一族と結ぼうとした。鮮于仲通の紹介で彼と会い、容貌がすぐれて弁舌が立つため、気に入られて多くの財貨を与えられ、長安への使いとなった。一族に会い、財貨をばらまいて、寡婦となっていた虢国夫人の家に入る。

### 好度支郎・楊国忠
楊国忠はばくちを得意とすることから、玄宗にまみえ、金吾兵曹参軍に任命された。章仇兼瓊もまた戸部尚書・御史大夫に昇進した。経理・計算などを間違ったことはなく、玄宗は「好度支郎（すぐれた出納官）」として監察御史に任命した。その後は宰相の李林甫・御史中丞の王鉷と結託して、ともに楊慎矜を謀殺し、李林甫の手先として旧来の貴族や太子李亨に関係するものを排撃した。虢国夫人を使って玄宗の機嫌をよく探知し、調子をうまく合わせたために有能と判断され、度支員外郎に任命され、15以上の使職（唐代の財政などを扱う役職）を兼ねた。だが、この頃から李林甫との対立が始まったという。
天宝7載（748年）には、給事中・御史中丞に任命され、玄宗より「国忠」の名を下賜された。天宝8載（749年）には、財政が豊かとなり、官倉が穀物や絹であふれんばかりであったことを上奏し、玄宗に賞される。余った穀物を貨幣に変え、長安に送る税を布や絹にするように提案していた。天宝9載（750年）、李林甫の腹心であった吉温が付き、李林甫の専権を牽制した。

### 宰相となる
天宝10載（751年）、彼が推薦し、剣南節度使となっていた鮮于仲通が南詔に大敗し、8万のうち6万の兵を失った。楊国忠は敗北を隠し、さらに討伐軍を起こした。鮮于仲通に上奏させ、楊国忠自身で剣南節度使を兼ねた。南詔も吐蕃に臣従し対抗した。天宝11載（752年）、政敵となった王鉷を陳希烈とともに謀反の罪で自殺に追い込む。御史大夫に昇進し、陳希烈・哥舒翰とともに、李林甫に対する弾劾を始める。李林甫は、楊国忠を南詔討伐のために赴かせようとしたが、病死し、楊国忠は中書令・文部尚書となった。
唐の政権を握り、四十を超える使職を兼ね、自分につかない官僚は地方に出し、年功序列で出世させることで衆望を得て、人事を全て自分で決めた。天宝12載（753年）には、死去した李林甫を謀反の罪で誣告し、李林甫の親類や党を組んだものは流罪となった。その後、自らの権力集中に努め、天下の特に優れた才能を集めた。

### 宿敵・安禄山
この頃から安禄山との対立を強め、哥舒翰と手を組み、叛意ありとして排撃を強めはじめた。天宝13載（754年）は、安禄山は楊国忠の意に反して上京し、玄宗に釈明をし、玄宗は安禄山を宰相に任命しようとしたが楊国忠の反対により沙汰止みとなった。さらに、吉温が安禄山につき、対立は深まり、安禄山は長安を脱出するように范陽へと帰った。
剣南留後の李宓が南詔に大敗し、瘴癘（しょうれい）の地あったことも加わって、全滅し、李宓も捕らえられた。楊国忠は敗北を隠し、さらに討伐軍を出し、死者は鮮于仲通の時と合わせて、20万人近くに及んだ。
天宝14載（755年）楊国忠は、吉温を合浦に流すなど、敵対行動を止めなかった。安禄山は楊国忠に対して不満と敵意を抱き、ついに、謀反の意志を固め、安史の乱が勃発し、安禄山は楊国忠の排除を名目に武装蜂起した。楊国忠は得意げに、「安禄山の首は十日以内に届けられるでしょう」と語ったという。
しかし、洛陽が陥落し、討伐軍の指揮官である高仙芝と封常清は潼関まで退却したために処刑され、哥舒翰が潼関の唐軍を指揮することとなった。
天宝15載（756年）、哥舒翰は、戸部尚書で安禄山のいとこでもある安思順と楊国忠の腹心の杜乾運を謀殺した。また、謀反の責任は楊国忠にあるという世論の高まりもあり、両者は対立し、楊国忠は玄宗をたきつけ哥舒翰に出撃を強いた。哥舒翰は安禄山の軍に大敗し捕らえられ、潼関は陥落した。

### 栄光の末路
楊国忠は剣南節度使を兼ねていたため、蜀地方への出奔を提言。この時、「安禄山の謀反の兆しを陛下が信じなかったからであり、宰相の責任ではない」と広言したと言われる。玄宗も同意し、太子李亨・楊貴妃・楊氏一族・宦官の李輔国・高力士・韋見素・魏方進・陳玄礼らを連れ、密かに西方へと出発した。
馬嵬（ばかい）駅（現在の陝西省咸陽市興平市）に着いたところで、将士の疲労と飢餓は極限に達して前進を拒否。楊国忠への誅殺を決意した龍武大将軍の陳玄礼は、李輔国を通して太子李亨に決断をうながしたが、まだ、下らなかった。しかし、陳玄礼は「今天下崩離，萬乗震盪，豈不為楊国忠割剥甿庶，朝野怨尤，以至此耶？若不誅之以謝天下，何以塞四海之怨憤」（今日、天下は崩れ落ち、天子の地位は揺らいでいる。楊国忠のために亡民は苦しみ、朝野に怨嗟が渦巻いているのではないか？もしこれを誅せずに天下に謝すれば、どのように四海の恨みと憤りを抑えられようか）と述べた。たまたま、楊国忠が吐蕃の使者と会話していたため、兵士が「楊国忠が蛮人と謀反を起こそうとしているぞ」と叫び、襲いかかり、西門内に逃げ入った楊国忠は、そのまま殺害され、首は槍先に刺された。
御史大夫の魏方進は「なぜ、宰相を殺したのだ」と兵士をとがめたために殺害され、楊国忠の子の楊暄・韓国夫人（虢国夫人・楊貴妃の姉）も殺害された。さらに兵士らは玄宗に迫って、楊貴妃の処刑も要求し、高力士の説得により、玄宗は泣く泣く楊貴妃を縊死させたという。楊国忠の残りの子も全て、前後して殺害されている。

## エピソード
- 弁舌は立つが、軽率な性格で威厳がなかったと言われる。
- 宰相になってから、客に「私は、もともと家柄も低く令名を成すこともないだろうから、今を楽しむにこしたことはない」と語っていた。また、届け物の絹が三千万疋に達した。
- 子の楊暄が明経（科挙の一種）を受験し、とても合格するような成績でなかったのを礼部侍郎（科挙の試験官を行う）であった達奚珣を叱りとばし、上位で合格させたことがある。
- 虢国夫人とは出世してからも仲がよく、馬に乗りくつわを並べて朝廷に入ることもあったという。
- 冬の日は、風を遮らせるために常に太った侍女たちを前に歩かせて、「肉陣」と言った。また、彼の自宅に作った四香閣は、宮廷の沈香亭も壮麗さでは全く及ばなかった。
- その他、楊国忠の一族の子弟は奢侈を尽くし、春遊の際には様々な色の布を結んだ楼車（展望車）を造り、その車に数十人の歌姫を乗せ、屋敷から華清宮まで賑やかに歌舞を見せながらパレードのように練り歩いた。

## 伝記資料
- 『旧唐書』巻一百六 列伝第五十六「楊国忠伝」
- 『新唐書』巻二百六 列伝第百三十一外戚「楊国忠伝」
- 『資治通鑑』
- 『開元天宝遺事』